# Campeonato Europeo de Atletismo en Pista Cubierta de 1998
El XXV Campeonato Europeo de Atletismo en Pista Cubierta se celebró en Valencia (España) entre el 27 de febrero y el 1 de marzo de 1998 bajo la organización de la Asociación Europea de Atletismo (AEA) y la Real Federación Española de Atletismo.
Las competiciones se llevaron a cabo en el Palacio Velódromo Luis Puig. Participaron 486 atletas de 40 federaciones nacionales afiliadas a la AEA.

## Resultados

### Masculino
| Evento                    | Oro                                     | Plata                                | Bronce                                 |
| ------------------------- | --------------------------------------- | ------------------------------------ | -------------------------------------- |
| 60 m (28.02)              | Angelos Pavlakakis · Grecia · 6,55 s    | Jason Gardener Reino Unido 6,59 s    | Stephane Cali Francia 6,60 s           |
| 200 m (01.03)             | Sergi Osovich · Ucrania · 20,40         | Anninos Marcoullides Chipre 20,65    | Allyn Condon Reino Unido 20,68         |
| 400 m (01.03)             | Ruslan Mashchenko · Rusia · 45,90       | Ashraf Saber · Italia · 45,99        | Robert Maćkowiak · Polonia · 46,00     |
| 800 m (01.03)             | Nils Schumann · Alemania · 1:47,02      | Marko Koers · Países Bajos · 1:47,20 | Vebjørn Rodal · Noruega · 1:47,40      |
| 1500 m (28.02)            | Rui Silva Portugal 3:44,57              | Kader Chekhamani Francia 3:44,89     | Andrei Zadorozhniv · Rusia · 3:44,93   |
| 3000 m (01.03)            | John Mayock Reino Unido 7:55,09         | Manuel Pancorbo · España · 7:55,23   | Alberto García · España · 7:55,24      |
| 60 m vallas (01.03)       | Igors Kazanovs Letonia 7,54             | Tomasz Ścigaczewski · Polonia · 7,56 | Mike Fenner · Alemania · 7,58          |
| Salto de altura (01.03)   | Artur Partyka · Polonia · 2,31 m        | Viacheslav Voronin · Rusia · 2,29 m  | Tomas Janku · República Checa · 2,29 m |
| Salto con pértiga (28.02) | Tim Lobinger · Alemania · 5,80          | Michael Stolle · Alemania · 5,80     | Daniel Ecker · Alemania · 5,75         |
| Salto de longitud (28.02) | Alexei Lukasevich · Ucrania · 8,06      | Carlos Calado Portugal 8,05          | Emmanuel Bangué Francia 8,05           |
| Salto triple (01.03)      | Jonathan Edwards Reino Unido 17,43      | Charles Friedek · Alemania · 17,15   | Serge Hélan Francia 17,02              |
| Peso (28.02)              | Sven Oliver Buder · Alemania · 21,47    | Mika Halvari · Finlandia · 20,59     | Arsi Harju · Finlandia · 20,53         |
| Heptatlón (01.03)         | Sebastian Chmara · Polonia · 6.415 pts. | Dezső Szabó · Hungría · 6.249 pts.   | Lev Lobodin · Rusia · 6.226 pts.       |

### Femenino
| Evento                    | Oro                                           | Plata                                      | Bronce                                    |
| ------------------------- | --------------------------------------------- | ------------------------------------------ | ----------------------------------------- |
| 60 m (28.02)              | Melanie Paschke · Alemania · 7,14 s           | Frederique Bangué Francia 7,18 s           | Odiah Sibidé Francia 7,22 s               |
| 200 m (01.03)             | Svetlana Goncharenko · Rusia · 22,46          | Melanie Paschke · Alemania · 22,50         | Katerina Koffa · Grecia · 22,86           |
| 400 m (01.03)             | Grit Breuer · Alemania · 50,45                | Ionela Tîrlea · Rumania · 50,56            | Helena Fuchsová · República Checa · 51,22 |
| 800 m (01.03)             | Ludmila Formanová · República Checa · 2:02,30 | Malin Ewerlöf · Suecia · 2:03,61           | Judith Varga · Hungría · 2:03,81          |
| 1500 m (28.02)            | Theresia Kiesl · Austria · 4:13,62            | Lidia Chojecka · Polonia · 4:14,93         | Violeta Szekely · Rumania · 4:15,54       |
| 3000 m (01.03)            | Gabriela Szabo · Rumania · 8:49,96            | Fernanda Ribeiro Portugal 8:51,42          | Marta Domínguez · España · 8:57,72        |
| 60 m vallas (01.03)       | Patricia Girard Francia 7,85                  | Svetlana Laujova · Rusia · 8,01            | Diane Allahgreen Reino Unido 8,02         |
| Salto de altura (28.02)   | Monica Iagăr · Rumania · 1,96 m               | Alina Astafei · Alemania · 1,94 m          | Elena Yelesina · Rusia · 1,94 m           |
| Salto con pértiga (01.03) | Anzhela Balajonova · Ucrania · 4,45           | Daniela Bártová · República Checa · 4,40   | Vala Flosadóttir Islandia 4,40            |
| Salto de longitud (01.03) | Fiona May · Italia · 6,91                     | Tatiana Ter-Mesrobian · Rusia · 6,72       | Linda Ferga Francia 6,67                  |
| Salto triple (28.02)      | Ashia Hansen Reino Unido 15,16                | Šárka Kašpárková · República Checa · 14,76 | Elena Lebedienko · Rusia · 14,32          |
| Peso (28.03)              | Irina Korzhanenko · Rusia · 20,25             | Vita Pavlish · Ucrania · 20,00             | Corrie de Bruin · Países Bajos · 18,97    |
| Pentatlón (27.02)         | Urszula Włodarczyk · Polonia · 4.808 pts.     | Irina Belova · Rusia · 4.631 pts.          | Karin Specht · Alemania · 4.523 pts.      |

## Medallero
| Núm. | País            | Oro | Plata | Bronce | Total |
| ---- | --------------- | --- | ----- | ------ | ----- |
| 1    | Alemania        | 5   | 4     | 3      | 12    |
| 2    | Rusia           | 3   | 4     | 4      | 11    |
| 3    | Polonia         | 3   | 2     | 1      | 6     |
| 4    | Reino Unido     | 3   | 1     | 2      | 6     |
| 5    | Ucrania         | 3   | 1     | 0      | 4     |
| 6    | Rumania         | 2   | 1     | 1      | 4     |
| 7    | Francia         | 1   | 2     | 5      | 8     |
| 8    | República Checa | 1   | 2     | 2      | 5     |
| 9    | Portugal        | 1   | 2     | 0      | 3     |
| 10   | Italia          | 1   | 1     | 0      | 2     |
| 11   | Grecia          | 1   | 0     | 1      | 2     |
| 12   | Austria         | 1   | 0     | 0      | 1     |
| 12   | Letonia         | 1   | 0     | 0      | 1     |
| 14   | España          | 0   | 1     | 2      | 3     |
| 15   | Finlandia       | 0   | 1     | 1      | 2     |
| 15   | Hungría         | 0   | 1     | 1      | 2     |
| 15   | Países Bajos    | 0   | 1     | 1      | 2     |
| 18   | Chipre          | 0   | 1     | 0      | 1     |
| 18   | Suecia          | 0   | 1     | 0      | 1     |
| 20   | Islandia        | 0   | 0     | 1      | 1     |
| 20   | Noruega         | 0   | 0     | 1      | 1     |
|      | TOTAL           | 26  | 26    | 26     | 78    |